# Taeniophyllum triangulare
Taeniophyllum triangulare är en orkidéart som beskrevs av Johannes Jacobus Smith. Taeniophyllum triangulare ingår i släktet Taeniophyllum och familjen orkidéer. Inga underarter finns listade i Catalogue of Life.